# Basquiñuelas
Basquiñuelas es un concejo del municipio de Ribera Alta, en la provincia de Álava, País Vasco (España).

## Historia
Hacia mediados del siglo XIX, el lugar, ya por entonces perteneciente a Ribera Alta, tenía contabilizada una población de veintiséis habitantes. Aparece descrito en el cuarto volumen del Diccionario geográfico-estadístico-histórico de España y sus posesiones de Ultramar de Pascual Madoz con las siguientes palabras:

BASQUIÑUELAS: l. en la prov. de Alava (4 1/2 leg. á Vitoria), dióc. de Calahorra (21), ayunt. de Rivera Alta (V.): sit. en la falda de un cerro con libre ventilacion y clima sano aunque frio. Tiene 6 casas y una parr. (San Gines), servida por un cura beneficiado. Dentro del pueblo hay una fuente de buenas aguas para surtido de los vec. Confina el térm. N. Ezcota, E. Arbigano, S. Viloria, y O. Añana, de cuyos puntos dist. 1/4 de leg. El terreno es arcilloso y bastante estéril: prod.: trigo, cebada, avena y legumbres; hay ganado lanar y cabrio, y caza de perdices muy esquisitas: pobl.: 6 vec., 26 alm.: riqueza y contr. (V. Alava intendencia).
(Madoz, 1846, p. 69)

## Demografía
En 2022, la entidad singular de población tenía empadronados cinco habitantes y el núcleo de población, los mismos.
| Gráfica de evolución demográfica de Basquiñuelas entre 2000 y 2017 |
|                                                                    |
| Población de derecho según los censos de población del INE.        |

## Patrimonio
Hay en el concejo una iglesia de San Ginés.